# 佐久町
佐久町（さくまち）は、長野県南佐久郡にあった町。
2005年3月20日に隣接する八千穂村と合併し、佐久穂町となった。

## 地理
長野県の東部に位置し、東西35.5 km、南北7.6 kmの東西に細長い地籍である。南北に千曲川、小海線、国道141号が横断し、東西へは国道299号と抜井川がのびている。
- 山：茂来山
- 河川：千曲川、抜井川
- 湖沼：双子池

### 隣接していた自治体
- 長野県
  - 佐久市
  - 茅野市
  - 南佐久郡 : 臼田町、八千穂村、北相木村
- 群馬県
  - 甘楽郡 : 南牧村
  - 多野郡 : 上野村

## 歴史
- 1955年（昭和30年）2月1日 - 海瀬村・栄村が合併して佐久町が発足。町名は一般公募による。
- 1956年（昭和31年）9月30日 - 大日向村を編入。
- 1959年（昭和34年）4月1日 - 臼田町の一部（大字平林のうち曽原・羽黒下・平林。現在同町の後身である佐久市の飛地となっている岩水を除く）を住民投票の末に編入。
- 2005年（平成17年）3月20日 - 八千穂村と合併して佐久穂町が発足。同日佐久町廃止。

## 経済

### 産業
- 花 （キク、カーネーション、アルストロメリア、バラ等）
- 果物 （プルーン、リンゴ等）
- 林業 （カラマツ）
- 鉄平石

## 教育
- 佐久町立佐久東小学校
- 佐久町立佐久中央小学校
- 佐久町立佐久西小学校
- 佐久町立佐久中学校

## 交通

### 鉄道
東日本旅客鉄道（JR東日本）小海線
駅：羽黒下駅、海瀬駅
- 長野市（県庁所在地）まで：小海線小諸方面乗車。佐久平駅で北陸新幹線長野方面に乗り換え。または小諸駅でしなの鉄道線長野方面に乗り換え。
- 東京方面より：北陸新幹線乗車。佐久平駅で小海線小淵沢方面に乗り換え、上記どちらかの駅で下車。

### バス
- 千曲バス
- 佐久町営バスが運行されていた（千曲バスの廃止代替バス）。

### 道路
一般国道
- 国道141号
- 国道299号（メルヘン街道）

県道
- 長野県道2号川上佐久線

## 名所・旧跡・観光スポット・祭事・催事
- 高野町祇園祭（7月第4金土曜）
- さくさくまつり（7月第4土曜）
- 古谷渓谷、乙女の滝
- 北沢大石棒、臼石